# Visconde de Cabrela
O título de Visconde de Cabrela foi criado por D. Carlos I de Portugal por decreto de 27 de Agosto de 1897, a favor de Júlio Simões Carneiro.

## Biografia
Júlio Simões Carneiro foi o 1º e único detentor deste titulo (1852 - 1899). Foi entre outras coisas Vereador da Câmara Municipal de Lisboa e Comendador da Ordem de Nossa Senhora da Conceição de Vila Viçosa.